# مركز الحجر الصحي في بيني باي

مركز الحجر الصحي في بيني باي هو منشاة حجر صحي مخصصة للحجر في هونج كونج

## تاريخ
بدأ البناء في شباط 2020  وتم الانتهاء من المرحلة 1A في 17 نيسان 2020.  كان الموقع في السابق جزءًا من منتجع هونج كونج ديزني لاند ، حيث كان من المقرر إنشاء منتزه ترفيهي ثانٍ.